# La Fayette (porte-avions)
Pour les articles homonymes, voir Lafayette.
USS Langley (CVL-27)
 (janvier 2021).
Si vous disposez d'ouvrages ou d'articles de référence ou si vous connaissez des sites web de qualité traitant du thème abordé ici, merci de compléter l'article en donnant les références utiles à sa vérifiabilité et en les liant à la section « Notes et références ».
Le La Fayette est l'ancien Langley, un porte-avions de l'US Navy prêté par les États-Unis à la France de janvier 1951 à mars 1963. Sous pavillon français, il participe à la guerre d'Indochine et au rapatriement des premiers réfugiés d’Algérie.
C'est le sister-ship du porte-avions Bois Belleau (ex-USS Belleau Wood CVL-24 américain, ainsi nommé en mémoire de la bataille du bois Belleau où s'illustrèrent les Marines de la 2d Infantry division US) qui servit dans la marine française de 1953 à 1960. Le La Fayette et le Bois Belleau sont des coques de croiseurs dont les superstructures ont été remplacées par un hangar et un pont d'envol. Les machines sont restées celles des croiseurs, mais des bulges ont été ajoutés à la coque pour améliorer la stabilité.

## Construction
Le 11 avril 1942, l’US Navy commande un croiseur léger nommé USS Fargo (CL-85) dont la quille est posée le 11 avril 1942 à Camden (New Jersey) par les chantiers Newport News Shipbuilding. À peine sur cale la commande est transformée en celle d'un porte-avions sous le nom de USS Crown Point. Il est rebaptisé USS Langley en l’honneur de Samuel Pierpont Langley inventeur du bolomètre le 13 novembre 1942 et lancé le 22 mai 1943. Il prend la marque de coque CVL-27.
Comme son sister-ship l'USS Belleau Wood (CVL-24), il fait partie d'une série de neuf croiseurs légers de classe Cleveland qui ont été transformés sur cale pour constituer les porte-avions légers de la classe Independence.

## Sous pavillon américain
Mis en service le 31 août 1943, il embarque 25 F6F5 Hellcat et 9 TBM Avenger et part dans le Pacifique. Sa première opération est, en janvier 1944, une attaque sur les îles Marshall. Il participe notamment au débarquement d'Hollandia (Nouvelle-Guinée), à la première bataille de la mer des Philippines après le débarquement aux îles Mariannes. 
Engagé dans différentes phases de la grande Bataille du golfe de Leyte en octobre 1944 dans le cadre de la Task Force 38 dirigée par l'amiral William Halsey, le Langley participe aux offensives contre les forces japonaises et subit les attaques de l'aviation japonaise le 24 octobre à l'est de Luçon et du Détroit de San-Bernardino. Dans ce cadre, le Langley reçut l'appontage d'urgence de l'avion du célèbre capitaine-pilote de l'US Navy David McCampbell, de retour de mission et à court de carburant après avoir abattu un record de 9 avions japonais. Le lendemain, les avions du Langley participent à l'attaque par la Task Force 38 des porte-avions japonais venant du nord et contribuent à les mettre en retraite ou les couler, dans le cadre de l'affrontement dit du 'Cap Engaño'. 
Le Langley et ses avions participent aussi le 12 janvier 1945 à l'attaque de l'Indochine française (raid en mer de Chine méridionale).
Le 21 janvier, le Langley reçoit une bombe qui fait trois morts et onze blessés. Les appontages ne sont interrompus que pendant deux heures. Il est engagé, dans la première grande attaque sur le Japon le 16 février, en couverture du débarquement sur l'ile d'Iwo Jima. Il arrive à San Francisco le 3 juin 1945 pour remise en état et modernisation. Travaux terminés, il est de retour à Pearl Harbor le 8 août. Le Japon capitule le 15. Après deux voyages dans le Pacifique et autant en Europe pour rapatrier des troupes, il est désarmé le 11 février 1947 à Philadelphie.
Son palmarès est de 32 navires mis hors de combat dont 8 de guerre, 194 embarcations coulées, 119 avions détruits en combat aérien, 99 au sol et 5 par sa DCA.

## Sous pavillon français

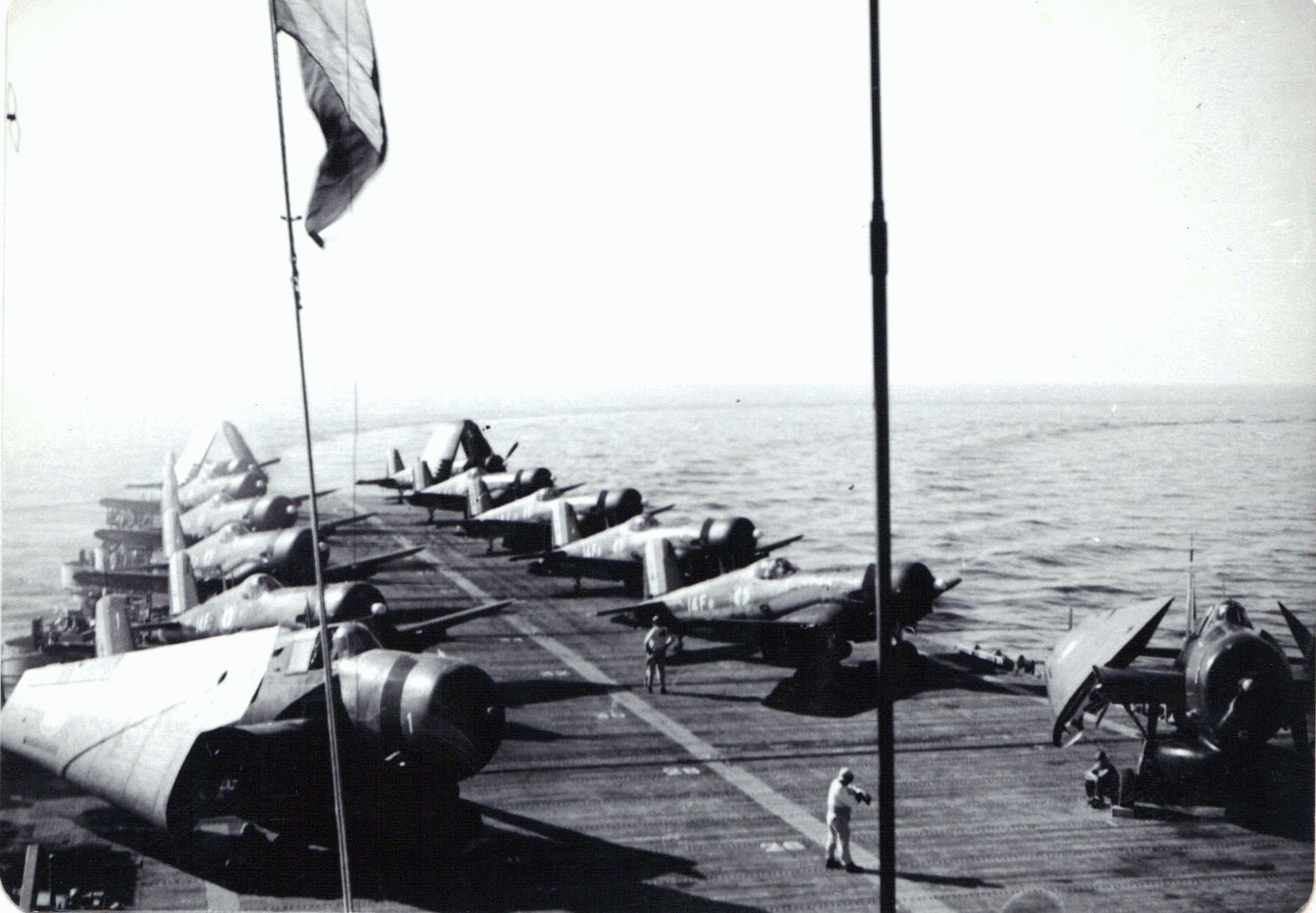
Grumman TBW-3W Avenger et Vought F4U-7 Corsair sur le La Fayette en 1962.

L'USS Langley, prêté par les États-Unis et rebaptisé La Fayette, passe sous pavillon français le 2 juin 1951. (Indicatif visuel R96). Dans le cadre de l'OTAN, la France doit être capable de fournir deux ou trois groupes « Hunter Killer » pour la lutte anti sous-marine. Le La Fayette est, en principe, le noyau du premier groupe. Il arrive à Toulon le 11 septembre avec les flottilles 12F (Hellcat) et 4F (Avenger). Il manœuvre avec l'escadre de Toulon, notamment en Méditerranée, et participe à une croisière en Atlantique en mai et juin 1952.
Il va aux États-Unis en novembre pour charger des Corsair, le trajet aller étant marqué par une tempête mémorable.
D'avril à juin 1953, il relève l'Arromanches en Indochine, reprenant les flottilles 12F et 9F laissées sur place par ce dernier.
Modernisé à la mi-1954, il s'entraîne avec l'escadre, puis il retourne en Indochine avec la flottille 12F pour couvrir l'évacuation finale du Tonkin en avril et mai 1955. La 12F passe sur le Bois Belleau, la 14F étant récupérée par le La Fayette.
De retour à Toulon, les activités reprennent au sein de l'escadre. Il est une fois de plus en Extrême-Orient avec la flottille 15F, de février à mai 1956.
Il participe à l'Affaire de Suez au début de novembre 1956 avec les Corsair F4U7 de la 15F et un détachement de la 14F. Il reste 33 jours à la mer, les Corsair totalisant 94 sorties de guerre, avec la perte d'un seul appareil, dont le pilote, le lieutenant de vaisseau Lancrenon, est porté disparu.
Le La Fayette subit un grand carénage à l'arsenal de Toulon de juillet 1958 à septembre 1959. Retrouvant l'escadre, il sert de base de secours lors de la catastrophe du barrage de Malpasset en décembre 1959, puis du tremblement de terre d'Agadir en mars 1960. Il fait une croisière sur les côtes d'Afrique noire au printemps 1961. Il effectue encore huit rotations entre la Métropole et l'Afrique du Nord lors de l'évacuation de l'Algérie à la mi-1962.
Il est restitué à la Marine américaine le 20 mars 1963 à Philadelphie et démantelé en 1964. Il a parcouru 490 000 milles marins (907 480 km) dont 290 000 sous pavillon français.
Le porte-avions La Fayette est le deuxième bâtiment de la Marine française à porter le nom du général Marquis de La Fayette, le premier étant un navire hôpital de 1917. Il sera suivi en 1992 par la frégate furtive FLF La Fayette (F710), parrainée par la ville de Saint-Dié-des-Vosges

## Installations aéronautiques
- pont d'envol de 186 m de longueur ;
- 2 catapultes hydrauliques ;
- 2 ascenseurs axiaux ;
- 8 brins d'arrêt.

## Avions embarqués
- F6F5 Hellcat ;
- Corsair ;
- TBM Avenger.

## Galerie de photos

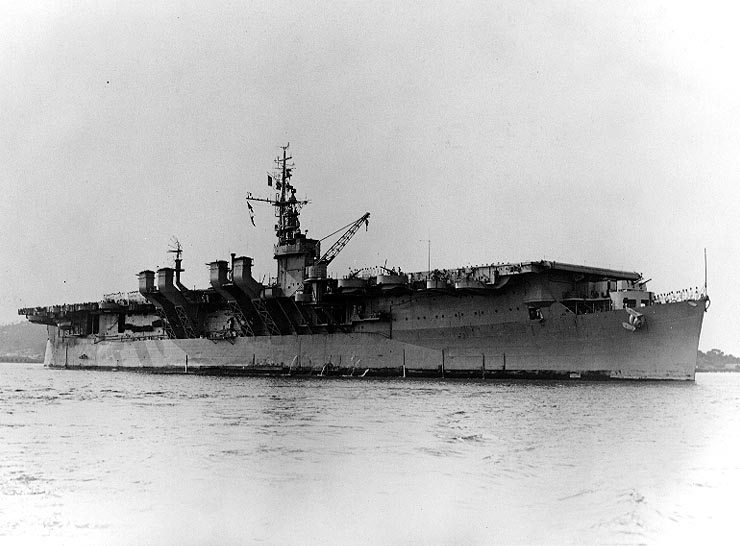
Le La Fayette au large de Toulon (11 septembre 1951).
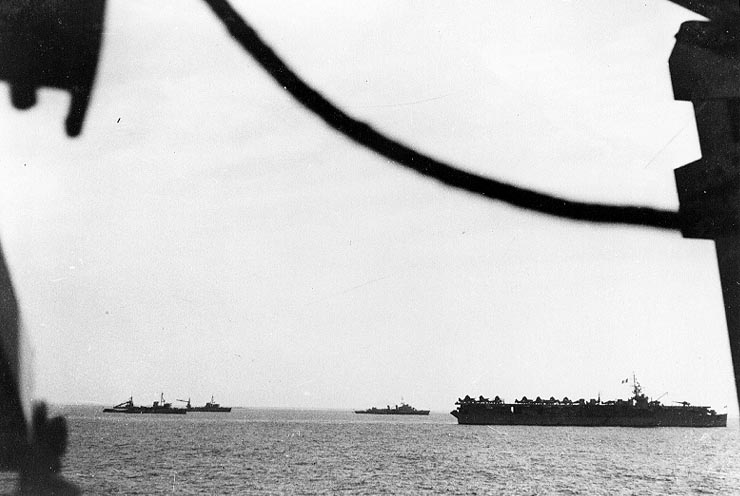
Le La Fayette en compagnie de l'aviso colonial Savorgnan-de-Brazza et des transports d'hydravions Paul Goffeny[note 1] et Commandant Robert Giraud au large de Nha Trang (Indochine française) (mi-juin 1953).
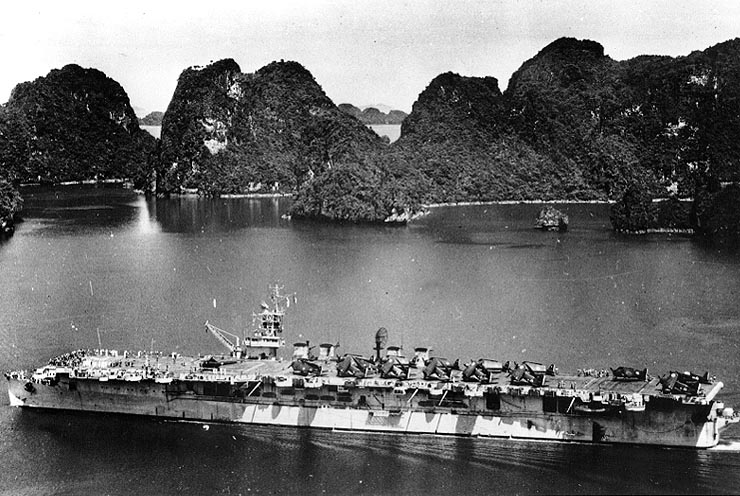
Le La Fayette dans les eaux indochinoises (1953).